# (788) Hohensteina
(788) Hohensteina ist ein Asteroid des Hauptgürtels, der am 28. April 1914 vom deutschen Astronomen Franz Kaiser in Heidelberg entdeckt wurde.
Benannt ist der Asteroid nach dem Ort Hohenstein, woher die Frau des Entdeckers stammt.